# Russ Tamblyn
Russell Irving Tamblyn (Los Angeles, 30 de dezembro de 1934) é um ator e dançarino estadunidense.

## Biografia
Nascido e criado em Los Angeles, Tamblyn foi ginasta quando jovem. Ele começou sua carreira como ator na Metro-Goldwyn-Mayer. Apareceu no musical Sete Noivas para Sete Irmãos (1954). Posteriormente, interpretou Norman Page no drama A Caldeira do Diabo (1957), pelo qual foi indicado ao Oscar de Melhor Ator Coadjuvante. Isso levou Tamblyn a ser escalado para papéis principais, como no filme policial Escola do Vício (1958), e no papel-título de O Pequeno Polegar (1958).
Seu talento como dançarino foi demonstrado em vários outros musicais, incluindo Amor, Sublime Amor (1961), no qual ele interpretou Riff, o líder da gangue dos Jets. O sucesso de West Side Story levou a papéis posteriores, incluindo papéis no filme de terror Desafio do Além (1963), dirigido por Robert Wise, e no filme de ficção científica japonês A Invasão dos Gargântuas (1966).
Ao longo da década de 1970, Tamblyn apareceu em vários outros projetos no cinema e trabalhou como coreógrafo na década de 1980. Em 1990, ele estrelou como Dr. Lawrence Jacoby no drama televisivo Twin Peaks de David Lynch, reprisando o papel durante seu revival de 2017.

## Vida pessoal
Tamblyn se casou com a atriz Venetia Stevenson em 1956, mas o casal se divorciou no ano seguinte. Ele se casou com Elizabeth Kempton, uma showgirl, em Las Vegas em 1960. Ele e Kempton tiveram um filho, antes de se divorciarem em 1979. Seu segundo filho, a atriz Amber Tamblyn, nasceu em 1983 com sua terceira esposa Bonnie Murray. 